# Capire il fumetto
Capire il fumetto (Understanding Comics), sottotitolato L'arte invisibile (The Invisible Art), è un saggio a fumetti del 1993 di Scott McCloud.
Il saggio analizza i meccanismi del linguaggio del fumetto, proponendosi come vera e propria “grammatica” del medium in questione.
Parallelamente all'analisi del linguaggio, il libro propone concetti teorici relativi al fumetto, al suo vocabolario, alla sua storia e all'arte in generale.
Capire il fumetto ha ricevuto negli anni numerosi premi e riconoscimenti, tra cui tre Harvey Award, un Eisner Award, il Prix de la critique al Festival d'Angoulême, oltre che elogi e apprezzamenti da altri importanti autori di fumetto ed esperti del settore come Art Spiegelman, Will Eisner, Alan Moore e Neil Gaiman.
Il saggio ha avuto due seguiti, nel 2000 e nel 2006, coi titoli Reinventare il fumetto (Reinventing Comics: How Imagination and Technology Are Revolutionizing an Art Form) e Fare il fumetto (Making Comics: Storytelling Secrets of Comics, Manga, and Graphic Novels).

## Storia editoriale

### Edizione americana
Alcuni estratti del saggio iniziano a circolare già dal 1992:
- sul numero #200 di Amazing Heroes di aprile 1992 compare una lunga anteprima di Capire il fumetto;
- nell'agosto del 1992 Capire il fumetto viene presentato sotto forma di diapositive alla Comic Arts Conference di San Diego.[1]

La prima edizione ufficiale di Capire il fumetto è del 1993, pubblicata negli Stati Uniti da Tundra Publishing. L'editing dell'opera è a cura di Mark Martin con il lettering di Bob Lappan.
Edizioni successive di Capire il fumetto sono state messe in commercio da Kitchen Sink Press, William Morrow Paperbacks, Paradox Press/DC, Harper Perennial, Vertigo/DC.

### Edizione italiana
La prima edizione italiana del libro è del 1996, per l'editore Pavesio Productions, che ne ha curato le ristampe fino alla 3ª edizione del gennaio 2007. La traduzione di questa edizione è a cura di Leonardo Rizzi.
Nel 2013 Pavesio pubblica una raccolta contenente Capire il fumetto e i due saggi successivi di McCloud: Reinventare il fumetto e Fare il fumetto, pubblicati originariamente nel 2000 e nel 2006.
La raccolta viene titolata dall'editore Il libro del fumetto.
Una nuova edizione completa del saggio di McCloud è contenuta in una raccolta del 2018 di BAO Publishing, a titolo Capire, fare, reinventare il fumetto.
Si tratta ancora una volta di una raccolta contenente tutti e tre i saggi di McCloud, stavolta per la traduzione di Leonardo Favia. L'edizione di BAO Publishing è disponibile anche in versione kindle.

## L'opera
Il saggio di McCloud si apre con una piccola sezione introduttiva, dove oltre a esprimere il perché abbia deciso di dedicarsi a un lavoro del genere, l'autore presenta anche la struttura del suo testo.
McCloud divide il saggio in 9 capitoli, nei quali tratta diffusamente dei seguenti punti:
- come si definisce un fumetto;
- quali sono i suoi elementi base;
- in che modo la mente elabora il linguaggio del fumetto;
- il processo di closure;
- il tempo nel fumetto;
- integrazione tra parole, immagini, narrazione;
- struttura del processo creativo.

Alcune delle definizioni e delle teorie fornite da McCloud nella sua opera sono state comunemente accettate e diventate di fatto concetti basilari nello studio accademico del medium fumetto.
Alcuni esempi sono il concetto di “closure”, o la definizione stessa di “fumetto” fornita dall'autore.

### Capitolo I
L'analisi condotta da McCloud parte dalla necessità di fornire una definizione univoca alla parola “fumetto” inteso come medium.
Una definizione era stata già elaborata in precedenza da Will Eisner, che nel suo saggio del 1985 lo aveva definito come “arte sequenziale”. McCloud critica la definizione di Eisner in quanto troppo generica, essendo applicabile anche a film e animazione, e ne fornisce una più specifica e tecnica.
Per McCloud il fumetto è quindi definibile come «immagini e altre figure giustapposte in una sequenza intenzionale, con lo scopo di comunicare informazioni e/o ottenere una reazione estetica nel lettore».
Alla luce di questa definizione McCloud ripercorre sinteticamente tramite alcuni esempi la storia del medium fumetto.
Seppur ammettendo di non essere in grado di individuare un “atto di nascita” del fumetto, McCloud indica un punto di svolta per la storia del medium, ovvero l'invenzione della stampa.
Successivamente a quest'invenzione, infatti, sarà proprio un'opera di arte sequenziale a imporre l'esigenza di elaborare nuove leggi sul diritto d'autore nel Regno Unito, con La carriera di una prostituta.
A fine capitolo, McCloud inserisce una distinzione tra “fumetto” e “vignetta”: per lui le vignette non possono essere considerate fumetto se non fanno parte di una sequenza giustapposta.

### Capitolo II
In questo capitolo McCloud pone l'attenzione sullo spazio entro il quale si muove il linguaggio del fumetto.
Per identificare il campo d'azione del linguaggio del fumetto, McCloud concettualizza un grande triangolo i cui vertici sono rappresentati da:
- illustrazione realistica nell'angolo in basso a sinistra;
- linguaggio scritto nell'angolo in basso a destra;
- arte astratta nell'angolo in alto.

Circa a metà del segmento che intercorre tra i due poli “illustrazione realistica” e “linguaggio scritto”, McCloud pone il “disegno in stile cartoon”.
Per McCloud il disegno in stile cartoon è un tipo di disegno fortemente iconico, che per le sue caratteristiche di semplicità e assolutezza è capace di veicolare più facilmente risposte emotive nel lettore, favorendo l'immedesimazione. La grande sintesi che il disegno in stile cartoon applica favorisce inoltre il processo di closure, essenziale nel linguaggio del fumetto, ed è per questo che lo stile cartoon e il fumetto hanno da sempre avuto una stretta frequentazione.
Il concetto di closure viene approfondito nel capitolo successivo del saggio.
McCloud chiude il capitolo mettendo in relazione i tre vertici del triangolo con tre diverse propensioni autoriali:
- illustrazione realistica con la propensione per le bellezza della natura;
- linguaggio scritto con la propensione per la bellezza delle idee;
- arte astratta con la propensione per la bellezza dell'arte.

### Capitolo III
Il capitolo è dedicato alla rassegna e all'analisi dei vari tipi di transizione da-vignetta-a-vignetta.
Prima di fare ciò, McCloud pone l'accento e descrive il processo di closure: la closure è per McCloud la capacità di percepire l'intero osservando solo le parti.
Si tratta di un processo che si attiva quotidianamente in moltissime occasioni, e viene utilizzato in diversi media tra cui il cinema.
Nel fumetto la closure è l'agente di cambiamento di tempo e di movimento.
Le vignette del fumetto frammentano sia il tempo sia lo spazio offrendo un ritmo discontinuo e frastagliato di momenti sconnessi: è la closure che, innescandosi in ogni margine fra vignette, consente di collegare questi momenti e costruire mentalmente una realtà continua e unificata.
Lo stile di cartoon, con la sua semplicità favorisce il processo mentale di closure, giacché lo sforzo per immaginare i passaggi mancanti è minore di fronte a immagini sintetiche anziché a illustrazioni realistiche.
A questo punto McCloud offre una panoramica dei tipi di transizione da-vignetta-a-vignetta:
1. da momento a momento (vengono mostrati i vari momenti di una stessa azione. Richiede poca closure);
2. da azione a azione (dello stesso soggetto);
3. da soggetto a soggetto (rimanendo nella stessa scena o idea. Occorre maggiore sforzo di closure da parte del lettore);
4. da scena a scena (richiede un processo deduttivo che trasporta tra notevoli distanze di tempo e spazio);
5. da aspetto a aspetto (fa vagare l'occhio del lettore su differenti aspetti di un luogo, di un'idea o di un sentimento);
6. non sequitur (nessun collegamento logico tra le vignette).

Analizzando un campione di fumetti americani, McCloud elabora una proporzione di utilizzo dei vari tipi di transizione:
- circa 2/3 delle transizioni sono del tipo 2 (da azione a azione);
- circa 1/3 delle transizioni è diviso tra i tipi 3 e 4 (da soggetto a soggetto, da scena a scena), con leggera prevalenza del tipo 3.

McCloud osserva che la stessa proporzione è comune anche nei fumetti europei.
Si discostano i fumetti giapponesi, che presentano invece una forte incidenza del tipo 5 (da aspetto a aspetto).
In generale, McCloud conclude il capitolo affermando che nessun altro linguaggio richiede una così alta collaborazione da parte del fruitore per ricostruire il senso del messaggio veicolato: il massiccio utilizzo del processo di closure, e la diversificazione delle tipologie di transizione da-vignetta-a-vignetta fanno sì che non si possa considerare il fumetto come l'unione di due linguaggi diversi (la scrittura e l'illustrazione), ma come un linguaggio autonomo dotato di una sua specifica grammatica.

### Capitolo IV
In questo capitolo McCloud tratta dell'espressione del tempo nel fumetto.
Come presupposto, si dà il concetto che nel fumetto spazio e tempo siano in qualche modo correlati, e che nella lettura del fumetto la percezione del tempo sia di tipo spaziale. Questo dato, tuttavia, è reso complesso dal fatto che non esiste alcuna tabella di conversione né alcun rapporto standard tra la quantità di spazio e la durata di tempo rappresentate: il margine tra le vignette può rappresentare un margine temporale di alcuni secondi così come di molti secoli.
Le vignette si comportano come indicatori generali che dividono lo spazio e il tempo, ma la durata del tempo e la dimensione dello spazio sono definiti più dai contenuti della vignetta che dalla vignetta in sé.
A questo proposito, infatti, si deve notare che le vignette non rappresentino necessariamente attimi congelati, ma ogni vignetta ha essa stessa una durata temporale: le parole pronunciate dai personaggi implicano infatti una necessaria estensione temporale, così come frequentemente all'interno delle vignette vengono rappresentate azioni in corso di compimento, e non semplici attimi.
Per rappresentare il movimento in corso all'interno di una vignetta, il fumetto ricorre a un'icona divenuta specifica di questo linguaggio: la linea cinetica.
L'interazione tra spazio e tempo all'interno del fumetto può essere così divisa:
- Interazione legata al suono – i baloon testuali implicano una durata temporale per essere pronunciati. Gli effetti sonori, anch'essi, implicano una durata temporale.
- Interazione legata al movimento - le azioni che si protraggono all'interno di una vignetta, rappresentate dalle linee cinetiche, implicano una durata per essere compiute. Le transizioni tra vignette possono rappresentare un salto temporale di diversa entità a seconda dei casi; sarà il processo di closure, indirizzato dai vari indicatori forniti dall'autore, a permettere di ricostruire l'ampiezza del passaggio.

Ci sono varie tecniche con cui l'autore di un fumetto può fornire informazioni temporali.
La prima è il testo dentro alle didascalie, in passato spesso utilizzate espressamente per fornire queste informazioni. La forma delle vignette, poi, può restituire delle sensazioni temporali, con vignette slanciate orizzontalmente che danno l'impressione di un tempo maggiormente prolungato.
Allo stesso modo funziona il margine tra le vignette: maggiore è lo spazio tra di esse, più a lungo viene percepito il lasso di tempo trascorso.
McCloud fa inoltre una menzione dell'aspetto di atemporalità: alcune vignette, spesso poste all'inizio di una sequenza, sono completamente scevre da qualsiasi indicatore temporale, e sono atte a rappresentare una ambientazione o una situazione continua (come pioggia, sole, ecc.).
Queste vignette caratterizzate da una sensazione di atemporalità proiettano sulle vignette successive lo stesso stato, idea o situazione che rappresentano.
L'effetto è amplificato nel caso di vignette a taglio vivo (cioè col disegno che raggiunge il margine di pagina).

### Capitolo V
Il capitolo analizza i metodi che il fumetto ha sviluppato per esprimere dati sensoriali relativi a realtà uditive, olfattive, tattili, ecc.
In sostanza, sono i modi con cui un linguaggio esclusivamente visivo come il fumetto può esprimere il suono, gli odori (profumi o puzza), il freddo, il caldo, oppure le emozioni provate dai personaggi.
Dopo avere fatto un accenno al concetto di sinestesia, McCloud individua i due sistemi che il fumetto utilizza per questo processo:
- il tipo di linea;
- il sistema di icone.

Il tipo di linea utilizzata nel disegno, così come nel lettering, di per sé veicola alcune informazioni emotive e/o sensoriali al lettore. Quest'aspetto ha sicuramente a che fare con il potere espressionistico dell'illustrazione, ed è ricollegato alle caratteristiche e alle tecniche della pittura.
Il sistema di icone è l'aspetto più caratteristico del fumetto: se da un lato alcuni simboli utilizzati nel fumetto sono condivisi o ereditati da altri linguaggi (i grafemi della scrittura, così la linea cinetica come evoluzione degli esperimenti di Duchamp o dei futuristi), alcuni simboli sono stati sviluppati direttamente in seno al linguaggio del fumetto.
I cuoricini svolazzanti per l'amore, le gocce che possono rappresentare sudore, rabbia, stupore, esasperazione, le lineette ondulate per gli odori, fanno tutti parte del sistema di simboli specifico che il fumetto ha sviluppato nel corso del tempo per esprimere questi concetti.
Nel sistema di simboli specifico del fumetto, il più rappresentativo è il baloon, che richiama a una realtà sensoriale non visiva, quella del suono (già Eisner, come ricorda McCloud lo aveva definito “una soluzione della disperazione”).
Il baloon, utilizzato in una sua specifica forma, quella a nuvoletta, riesce a esprimere un piano di realtà ancora più astratto: quello dei pensieri.

### Capitolo VI
Il capitolo torna ancora sui concetti di “parola” e “immagine”, sull'idea di fumetto come commistione dei due linguaggi e sulla sua identità di linguaggio indipendente.
McCloud parte dal fatto che tutti noi, durante l'infanzia, nello sviluppo della capacità di parlare sopperiamo ai limiti tecnici dati dall'inesperienza con la capacità di mostrare.
In riferimento a ciò McCloud riflette sul fatto che le commistioni dei due linguaggi sia generalmente considerata un'operazione “semplice” o “bassa”, adatta alla fruizione dei bambini (i libri illustrati fanno ricorso a entrambi i linguaggi), e il fumetto di conseguenza sia spesso trattato come linguaggio per bambini, in quanto considerato come commissione dei due linguaggi e non come linguaggio a sé stante.
A questo punto McCloud fa un breve excursus nella storia dell'arte, identificando un ideale punto di partenza in cui linguaggio e parola erano sostanzialmente uniti (i dipinti rupestri, i geroglifici) e si sono successivamente allontanati in un processo di ricerca formale ed estetica specifico, fino a raggiungere nel XIX secolo il momento di massima distanza.
Proprio dal momento di massima distanza i due linguaggi hanno intrapreso un percorso di riavvicinamento che li ha portati a convergere nuovamente, in varie forme, nei secoli successivi (dada, futurismo, ecc.).
All'interno di questo percorso McCloud identifica come nascita del fumetto moderno l'opera di Rodolphe Töpffer, in cui linguaggio scritto e parola lavorano unitamente per trasmettere il messaggio.
McCloud passa quindi a categorizzare i vari tipi di combinazione che parola e immagini possono assumere nel fumetto:
- prevalenza della parola;
- prevalenza dell'immagine;
- combinazioni equivalenti (immagini e testo trasmettono lo stesso significato: sono cioè ridondanti);
- combinazione additiva (il testo amplifica l'immagine o viceversa);
- combinazione parallela (testo e immagine seguono vie diverse, senza intersecarsi);
- montaggio (le parole sono trattate come parte integrante dell'immagine);
- interdipendente (parole e immagini procedono insieme per comunicare un'idea che non possono comunicare da sole).

### Capitolo VII
Il capitolo tratta di cosa sia l'arte per McCloud e presenta una sua teoria relativa alla produzione artistica.
Per McCloud l'arte è definibile come un'attività umana che non risponde a nessuno dei due istinti base: sopravvivenza e riproduzione.
L'arte ha tre “aspetti utili”:
1. fornisce esercizio per corpo e mente quando non ricevono stimoli esterni (sport e giochi);
2. è uno sfogo per squilibri emotivi (l'arte è espressione personale);
3. è invenzione e scoperta (è l'anima dell'arte moderna, del linguaggio, della scienza e della filosofia).

McCloud specifica che attività artistica e istinti base sono spesso interdipendenti: poche attività non hanno alcun aspetto artistico, così come pochi artisti non sono per niente interessati al successo (che implica la sopravvivenza).
La teoria che McCloud sviluppa circa la produzione artistica è articolata nei seguenti sei passaggi:
1. idea/scopo - la finalità e il contenuto dell'opera;
2. forma - la forma fisica dell'oggetto che veicola il contenuto artistico;
3. idioma - il genere a cui appartiene l'opera;
4. struttura - il modo in cui è strutturata l'opera;
5. mestiere - l'applicazione di capacità, conoscenze, pratica e inventiva necessarie per risolvere i problemi di creazione e produrre l'opera;
6. superficie - i valori di produzione, le rifiniture e gli aspetti più visibili e sensibili dell'opera.

### Capitolo VIII
In questo capitolo McCloud fa alcune considerazioni sull'utilizzo del colore nel fumetto.
Se nella storia dell'arte il colore è stato importante per tutti gli artisti, il rapporto tra fumetto e colore è stato profondamente influenzato da due aspetti molto importanti:
- commercio;
- tecnologia.

La disponibilità delle diverse tecnologie di riproduzione del colore, e il loro costo, ha dettato le scelte cromatiche e d'utilizzo del colore nel medium fumetto.
Il fumetto americano si è storicamente standardizzato sul processo di stampa in quadricromia.
Lo stile elaborato in seno a questo tipo di stampa rispecchiava non le caratteristiche emotive del colore, ma le caratteristiche di contrasto e e di maggiore-minore chiarezza negli accostamenti.
In questo senso, specifiche combinazioni di colore venivano utilizzate per diventare simboli iconici di dati personaggi a cui venivano associate.
In Europa la tecnologia di stampa permetteva risultati e soluzioni più articolate, ragione per cui molti fumettisti utilizzavano il colore come strumento espressivo.
Con l'avvento delle nuove tecnologie, l'utilizzo del colore è stato liberato da limiti tecnici e di costo, ed è diventato uno strumento espressivo a tutti gli effetti in mano agli autori.

### Capitolo IX
In questo breve capitolo finale McCloud riepiloga velocemente i punti trattati nel corso della sua trattazione ed espone interrogativi e slanci entusiastici circa il futuro del fumetto.

## Premi e riconoscimenti
Con Capire il fumetto – l'arte invisibile McCloud ha vinto nel 1994 numerosi premi e riconoscimenti:
- Tre diversi Harvey Awards, riguardanti le seguenti categorie:[3]
  - Best Graphic Album/Original Material;
  - Best Biographical, Historical or Journalistic Presentation;
  - Best Writer.
- Un Eisner Award nella categoria Best Comics-Related Book.[3]
- Un Adamson Award per la categoria Best International Comic-Strip (or comic book) Cartoonist.

È stato inoltre finalista nella categoria Best Non-Fiction Book degli Hugo Awards.
In Europa Capire il fumetto ha vinto nel 1996 un Urhunden Prize per la traduzione in svedese edita nel 1995 da Haftad.
Il titolo venne premiato anche all'edizione del 2000 del Festival internazionale del fumetto di Angoulême, dove vinse il Prix Bloody Mary e fu nominato per il Prix du meilleur album nella versione francese dell'opera, edita da Vertige Graphic e intitolata L'Art invisible.

## Impatto dell'opera
Nonostante numerose delle teorie contenute nell'opera di McCloud appaiano soprattutto congetturali (in particolare i passaggi relativi al processo di creazione artistico e al processo di immedesimazione legato al disegno in stile cartoon), e abbiano per questo suscitato critiche e dibattiti, Capire il fumetto – l'arte invisibile è considerata una delle opere fondanti dei nuovi studi accademici sul linguaggio del fumetto in Nord America, insieme a Fumetto ed arte sequenziale di Will Eisner (1985).
Alcune delle definizioni e dei concetti espressi nell'opera sono stati comunemente accolti e sono diventate definizioni e concetti fondanti della grammatica del fumetto, in particolare il processo di closure e le analisi di transizione da-vignetta-a-vignetta.